# Titularbistum Vazari
Vazari ist ein Titularbistum der römisch-katholischen Kirche.
Es geht zurück auf einen untergegangenen Bischofssitz in der gleichnamigen antiken Stadt, die in der römischen Provinz Africa proconsularis (heute nördliches Tunesien) lag. Der Bischofssitz war der Kirchenprovinz Karthago zugeordnet.
| Titularbischöfe von Vazari |                                 |                                           |                  |                  |
| Nr.                        | Name                            | Amt                                       | von              | bis              |
| 1                          | Burkhard Huwiler MAfr           | Apostolischer Vikar von Bukoba (Tansania) | 18. März 1929    | 1. Oktober 1954  |
| 2                          | Alfredo Poledrini               | Apostolischer Nuntius                     | 27. Oktober 1965 | 23. April 1980   |
| 3                          | Benito Stanislao Andreotti OSB  | Abt von Subiaco (Italien)                 | 10. Februar 1982 | 16. Oktober 2003 |
| 4                          | Martín Pablo Pérez Scremini     | Weihbischof in Montevideo (Uruguay)       | 6. März 2004     | 15. März 2008    |
| 5                          | Walter Jehowá Heras Segarra OFM | Apostolischer Vikar von Zamora in Ecuador | 25. März 2009    | 31. Oktober 2019 |
| 6                          | Yvan Mathieu SM                 | Weihbischof in Ottawa-Cornwall in Kanada  | 17. März 2022    |                  |